# Janis Ndiba
Janis Ndiba Boonstra (ur. 28 maja 1997 w Leeuwarden) – holenderska koszykarka występująca na pozycjach  skrzydłowej lub środkowej, aktualnie zawodniczka Ślęzy Wrocław.

## Osiągnięcia
Stan na 22 sierpnia 2017, na podstawie, o ile nie zaznaczono inaczej.
Drużynowe
- Mistrzyni Szwecji (2017)[5]
- Uczestniczka rozgrywek Eurocup (2015–2017)
- Zwyciężczyni turnieju w Trutnovie (2017)[6]

Indywidualne
(* – nagrody przyznane przez portal eurobasket.com)
- Najlepsza środkowa ligi holenderskiej (2016)*[7]
- Zawodniczka, która poczyniła największy postęp w lidze holenderskiej (2015)*[8]
- Zaliczona do:
  - I składu ligi holenderskiej (2016)*[7]
  - III składu ligi szwedzkiej (2017)*[5]
- Liderka ligi holenderskiej w zbiórkach (2016)[7]

Reprezentacja
- Brązowa medalistka mistrzostw Europy U–20 (2015)
- Uczestniczka:
  - kwalifikacji do mistrzostw Europy (2017)
  - mistrzostw:
    - świata U–17 (2012 – 8. miejsce)
    - Europy:
      - U–20 (2015, 2016 – 9. miejsce, 2017 – 13. miejsce)
      - U–18 (2013 – 4. miejsce, 2014 – 6. miejsce, 2015 – 8. miejsce)
      - U–16 (2012 – 12. miejsce, 2013 – 14. miejsce)